# Alain Houpert
Alain Houpert, né le 13 août 1957 à Dijon (Côte-d'Or), est un radiologue et homme politique français.
Il est sénateur de la Côte-d'Or depuis le 21 septembre 2008, membre du groupe Les Républicains du Sénat. Il est maire de Salives entre 1995 et 2014 et conseiller général de la Côte-d'Or entre 1998 et 2014. Il est conseiller municipal de Dijon entre 2014 et 2020.
Le 4 novembre 2022, accusé notamment de désinformation sur la pandémie de Covid-19, il est condamné en première instance à une suspension d’exercice de la médecine pendant 9 mois pour « fautes déontologiques ».

## Biographie
Alain Houpert est né le 13 août 1957 à Dijon. Il suit des études secondaires et supérieures en médecine dans cette même ville. Il consacre sa thèse de médecine sur l'angioplastie transluminale des artères iliaques.

### Carrière politique

#### Maire de Salives
En 1995, Alain Houpert est élu maire de Salives et le demeure jusqu'à son élection comme conseiller municipal de Dijon en 2014.

#### Conseiller général de la Côte-d'Or
Alain Houpert est élu conseiller général de la Côte-d'Or du canton de Grancey-le-Château-Neuvelle lors des élections cantonales françaises de 1998. Réélu en 2004, il est nommé vice-président délégué du conseil général de la Côte-d'Or. Il est alors membre de la deuxième commission, dédiée à l'Aménagement du Territoire, de l’Agriculture, et du Développement durable. Alain Houpert est élu en 1998 jusqu'en 2015 à la présidence du conseil d'architecture, d'urbanisme et de l'environnement de la Côte-d'Or. Il quitte son mandat de Conseiller général de la Côte d'Or en 2014 après les élections municipales laissant place à sa suppléante Marie-Claude Lhomme.

#### Candidat à la mairie de Dijon
Lors des élections municipales 2014 et à la suite d'une campagne d'investiture qualifiée par la presse locale de « guerre fratricide à droite », Alain Houpert remporte l'investiture UMP face au conseiller général Emmanuel Bichot. Au premier tour il réussit à mettre en ballotage le maire socialiste sortant François Rebsamen mais il est battu au second tour avec 34,02 % des suffrages exprimés.

#### Sénateur de la Côte-d'Or
Alain Houpert est élu le 21 septembre 2008 sénateur de la Côte-d'Or, sous l'étiquette divers droite. Il est membre du groupe Les Républicains au Sénat. Il siège à la Commission de l’économie, du développement durable et de l’aménagement du territoire. Il est réélu le 28 septembre 2014. Réélu le 27 septembre 2020, il siège depuis à la commission des Affaires étrangères de La Défense et des Forces armées. 
Il soutient Nicolas Sarkozy pour la primaire française de la droite et du centre de 2016.
Le 2 mars 2017, dans le cadre de l'affaire Fillon, il renonce à soutenir le candidat LR François Fillon à l'élection présidentielle.
Il parraine Laurent Wauquiez pour le congrès des Républicains de 2017, lors duquel Laurent Wauquiez a été élu président du parti.
Il apporte son parrainage au candidat Éric Zemmour en vue de l'élection présidentielle de 2022.
Le 8 mars 2023, il est l'un des deux seuls sénateurs du groupe Les Républicains (avec Sylvie Goy-Chavent) à voter contre le report de l'âge de départ à la retraite de 62 à 64 ans,. Il déclare : « Le problème ne vient pas de l'âge mais des modalités des cotisations ».

## Controverses

### Covid-19
Lors de la crise de la Covid-19 en 2020, Alain Houpert prend fréquemment la parole au Sénat et dans les médias pour défendre la liberté de prescription de l'hydroxychloroquine pour protester contre la gestion sanitaire,. Il apparaît en outre dans le documentaire Hold-up et critique la campagne de vaccination contre le Covid-19. En mars 2020, il s'oppose à une dérogation permettant aux médecins de ville de prescrire librement du Rivotril, hors autorisation de mise sur le marché.
Le 4 novembre 2022, il est interdit d’exercice de la médecine pendant neuf mois par la chambre disciplinaire de l'Ordre des médecins de Bourgogne-Franche-Comté pour « fautes déontologiques », lui étant reprochée sa participation au documentaire Hold-up et au mouvement Laissons-les prescrire, qui défendait un traitement à base de miel, de vitamine D, d'azithromycine et d'hydroxychloroquine contre le Covid-19,. Il fait appel de sa suspension. Le 18 décembre 2024, la chambre disciplinaire nationale de l'Ordre des médecins condamne M. Houpert à six mois d'interdiction d'exercer la médecine, dont trois mois avec sursis.
En octobre 2024, il fait condamner pour diffamation un autre médecin qui l'avait présenté comme un « sénateur complotiste ». Alain Houpert avait auparavant porté plainte auprès de l'Ordre des médecins, soutenu par son antenne départementale. Son adversaire est également sanctionné d'un blâme, sanction située entre le simple avertissement et l'interdiction d'exercer.

### Liens avec le régime azerbaïdjanais
Lors de la seconde guerre du Haut-Karabagh en octobre 2020, une polémique naît dans la presse, et sur les réseaux sociaux. Alain Houpert est président du groupe d'amitié France-Azerbaïdjan au Sénat. Il est également membre de l'Association des amis de l'Azerbaïdjan, accusée d'être un outil d'influence au service du régime autoritaire azerbaïdjanais, qui a déclenché la guerre par son offensive militaire sur le Haut-Karabagh. Il est de plus soupçonné d'être impliqué dans le système de la « diplomatie du caviar » mise en place par le régime azerbaïdjanais,.